# Чагарі

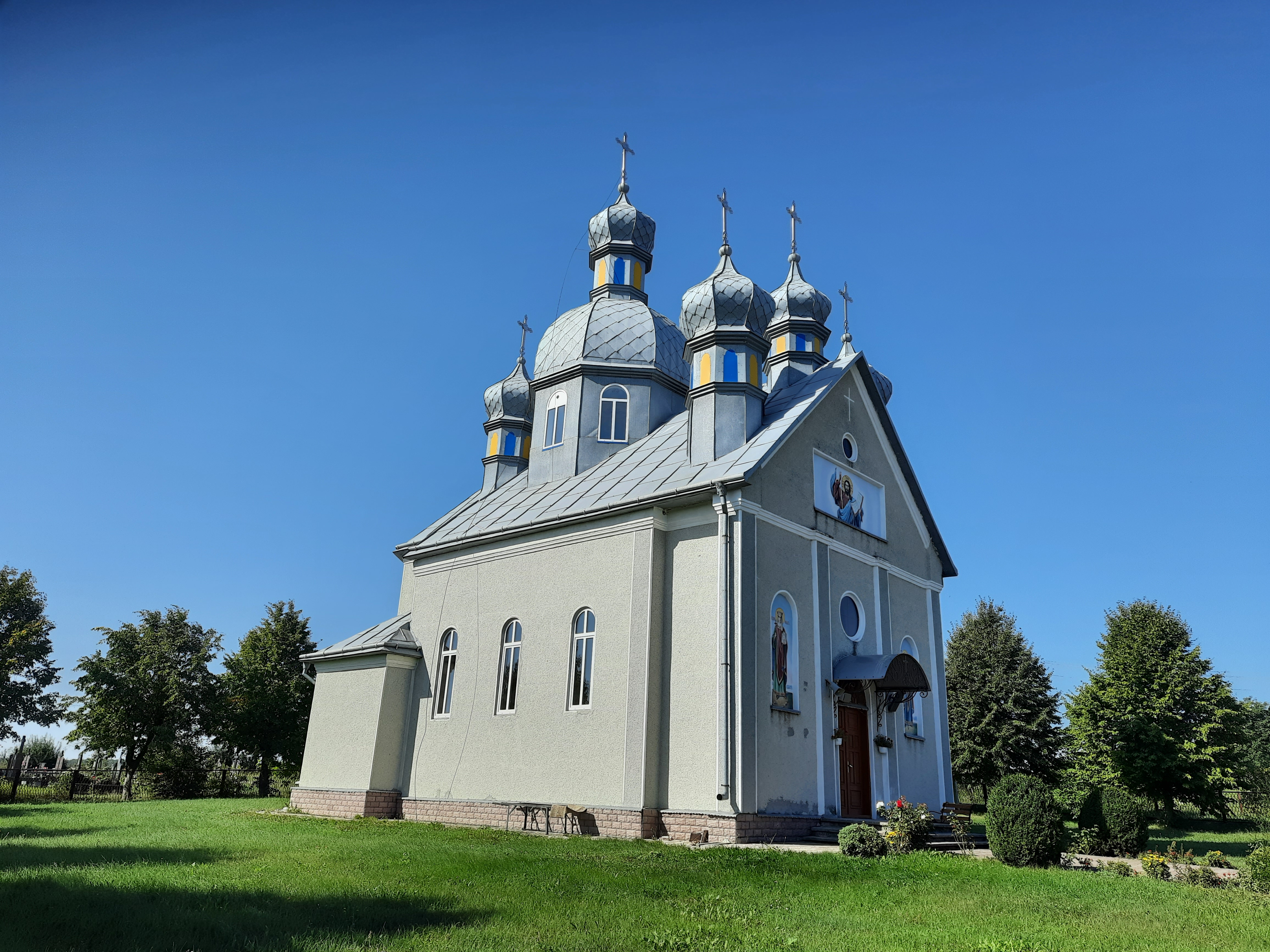
Церква Святого Великомученика Димитрія (1993р.)

Чагарі́ — село в Україні, у Васильковецькій сільській громаді Чортківського району Тернопільської області.

## Географія
Розташоване на правому березі р. Нічлава (ліва притока р. Дністер), за 21 км від районного центру і 6 км від найближчої залізничної станції Копичинці. Через Чагарі пролягає автошлях Гусятин–Копичинці.
Територія — 1,02 кв. км. Дворів — 80 (2017).
У селі є чотири вулиці Коцюбинська, Долина, Центральна та Зелена.

### Адміністративне підпорядкування
Після 1-го поділу Речі Посполитої село з 1772 р. належало до Австрії (Заліщицький округ (циркул), із 1816 р. — Чортківський). Протягом 1863–1914 рр. — Гусятинського повіту.
У листопаді 1918 р. в Чагарях проголошено владу ЗУНР; восени 1920 р. встановлено польську владу. 1921–1939 рр. село — Копичинецького повіту Тернопільського воєводства. У міжвоєнний період в Чагарях поселялися селяни-колоністи з Польщі, тому тут переважало польське населення.
Після 17 вересня 1939 р. у Чагарях встановлена радянська влада. У 1940 р. поселенню надано статус хутора Баворівщинської сільської ради; до травня 1963 р. належало до Копичинецького району. Із травня 1963 р. до січня 1965 р. Чагарі — Чортківського району; 1965—2020 — Гусятинського району; від 2020 — Чортківського.
До 2016 року підпорядковувалося Коцюбинській сільській раді. Від грудня 2016 до 2020 року — у складі Коцюбинської громади. 
12 червня 2020 року, відповідно до розпорядження Кабінету Міністрів України № 724-р «Про визначення адміністративних центрів та затвердження територій територіальних громад Тернопільської області» увійшло до складу Васильковецької територіальної громади.
19 липня 2020 року, в результаті адміністративно-територіальної реформи та ліквідації Гусятинського району, село увійшло до складу новоутвореного Чортківського району.

## Топоніміка
Назва села походить від місцевості, що заросла кущами і чагарниками, на місці вирубаного лісу.

## Історія
У Чагарях не було ні церкви, ні кладовища, тому місцеві жителі ходили на богослужіння до сусідніх сіл Коцюбинці й Кабівці (нині належать до м. Копичинці), для поховань використовували тамтешні цвинтарі.
Від 6 липня 1941 р. до 23 березня 1944 р. — під нацистською окупацією. В роки німецько-радянської війни у Червоній армії загинули Петро Савка (1910–1945) та Йосип Семчишин (1919–1944).
Серед учасників ОУН і УПА — П. Бейзор («Вівчар»), К. Грицько, С. Грицько, Г. Касіч («Кравець»), М. Левицький, М. Луків, П. Олійник та інші. У 1945 р. з хутора виселені польські родини, на їхнє місце приїхали українські сім’ї, депортовані з території Польщі. У 1952 р. мала за мету переселити всіх жителів до Миколаївської області, але цей план не вдався.
Також відомо що 2 особи які проживають у Чагарях беруть участь у українсько-російській війні. Петро Рогатин та Ігор Торконяк «КОРАБЕЛЬ». Петра мобілізували ще у 2015 який досі на фронті. Ігор був призваний на весні 2021 року на строкову службу на яку пішов добровільно після повномасштабного вторгнення підписав контракт та виконував задачі у найгарячіших точках України.[джерело?]

## Політика

### Парламентські вибори, 2019
На позачергових парламентських виборах 2019 року у селі функціонувала окрема виборча дільниця № 610267, розташована у приміщенні клубу.
Результати
- зареєстровано 189 виборців, явка 71,96%, найбільше голосів віддано за «Слугу народу» — 27,69%, за Всеукраїнське об'єднання «Батьківщина» — 23,85%, за «Голос» — 16,92%.[4] В одномандатному окрузі найбільше голосів отримав Ігор Сопель (Слуга народу) — 22,90%, за Аллу Стечишин (самовисування) — 19,85%, за Володимира Бліхаря (Всеукраїнське об'єднання «Батьківщина») — 19,08%[5].

## Релігія
У селі є церква святого великомученика Димитрія (1993; мурована).

## Пам'ятки
- Поселення Чагарі I[d] (енеоліт (трипільська культура, IV–III тис. до н. е.), черняхівська культура (II—V ст.));
- Поселення Чагарі II[d] (енеоліт (трипільська культура, IV–III тис. до н. е.), черняхівська культура (II—V ст.));
- Поселення Чагарі III[d] (ранньозалізний час);
- пам'ятний знак Ангелу, як символу перемоги добра над злом;
- два скульптурних знаки при в'їздах у Чагарі (скульптор О. Степанов).[6]

## Соціальна сфера

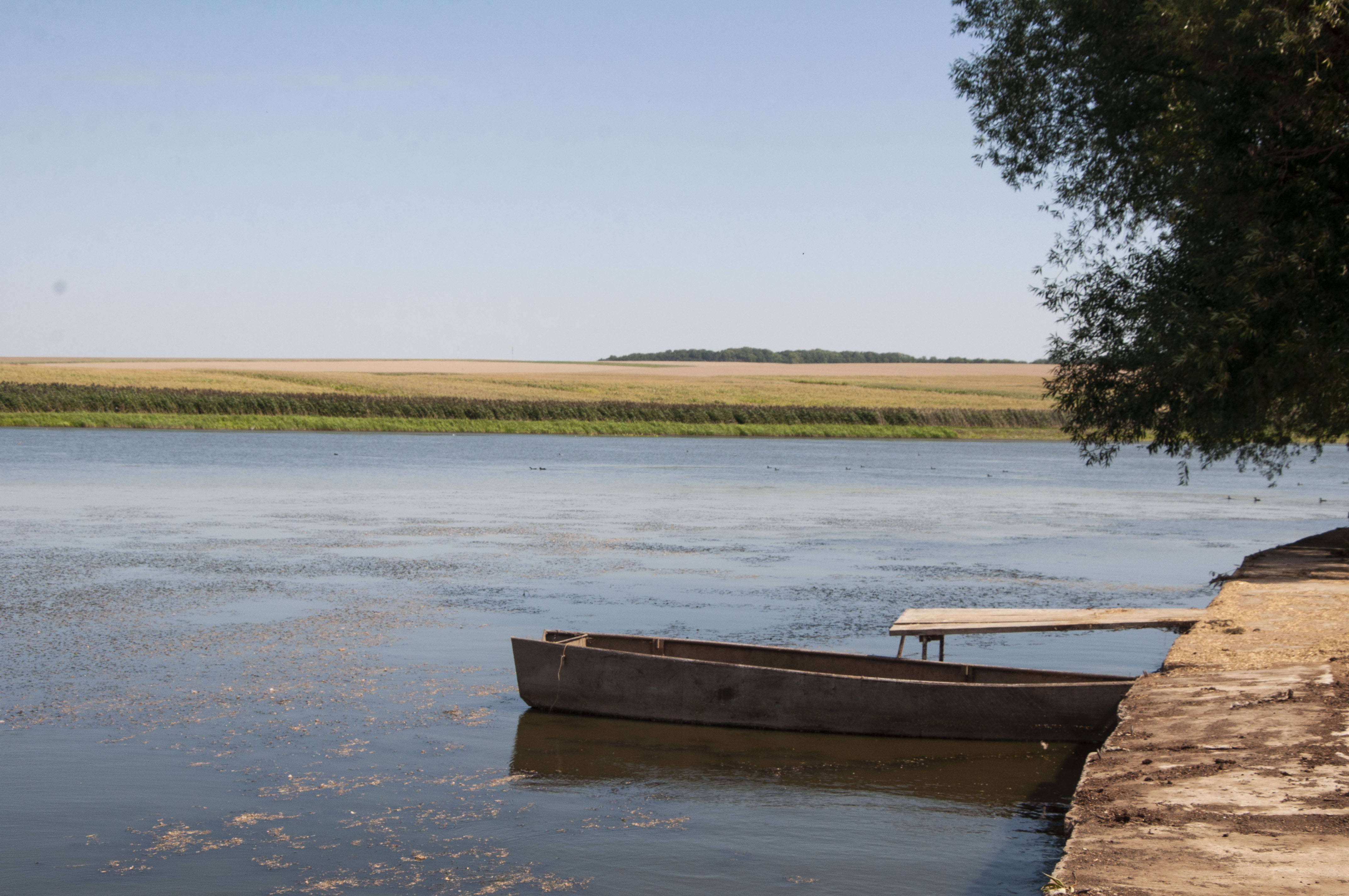
Місцевий став

Діяли філії товариств «Просвіта» (1937), «Луг», «Союз Українок», «Zwiazek Szlachty Zagrodowej» (1937), «Towarzyztwo Rolnicze» (1925) і кооператива, які з встановленням радянської влади припинили свою діяльність.
За сприяння і фінансової підтримки М. Мацієвського у 2002 р. село газифіковане, в 2007—2009 рр. відновлено вуличне освітлення,.
Працюють клуб, торговий заклад.
У Чагарях проводять щорічні фольклорні свята за участю провідних митців України

## Населення
| Чисельність населення, чол. | Чисельність населення, чол. | Чисельність населення, чол. | Чисельність населення, чол. |
| 1949                        | 1952                        | 2007                        | 2014                        |
| --------------------------- | --------------------------- | --------------------------- | --------------------------- |
| 273                         | 200                         | 263                         | 250                         |

### Мова
Розподіл населення за рідною мовою за даними перепису 2001 року:
| Мова       | Кількість | Відсоток |
| ---------- | --------- | -------- |
| українська | 274       | 99.28%   |
| російська  | 1         | 0.36%    |
| вірменська | 1         | 0.36%    |
| Усього     | 276       | 100%     |

## Відомі люди

### Народилися
- Михайло Мацієвський (нар. 1957) — музикант, співак, меценат, голова правління житловобудівельної компанії «Митець» (м. Київ).